# Cordillera Yushan

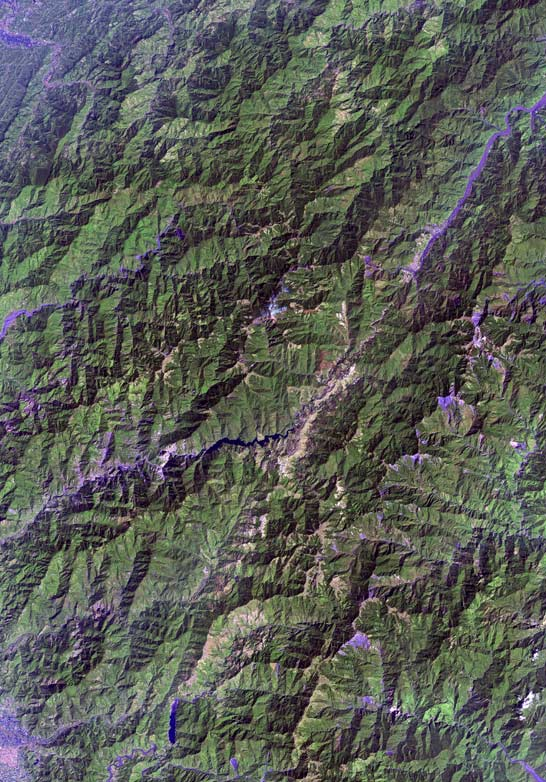
Una foto satelital de la Cordillera de Yushan

La cordillera de Yushan, anteriormente la cordillera de Niitaka y también conocida como la cordillera de Jade, es una cordillera en la región centro-sur de la isla de Taiwán. Abarca el condado de Chiayi, la ciudad de Kaohsiung y el condado de Nantou. Está frente a la cordillera Central al este, y está separada por el río Qishan de la cordillera Alishan que está al oeste de la cordillera Yushan. La cordillera de Yushan es una de las cinco principales cordilleras de Taiwán.
La cordillera de Yushan tiene forma de crucifijo,  con una cresta relativamente corta de este a oeste y una cresta relativamente larga de norte a sur. El pico Yu Shan, que se eleva a 3952 m  sobre el nivel del mar, se encuentra en el punto donde estas dos cordilleras se encuentran. El Parque nacional de Yushan se encuentra alrededor de algunas partes de la cordillera de Yushan. 

## Lista de picos

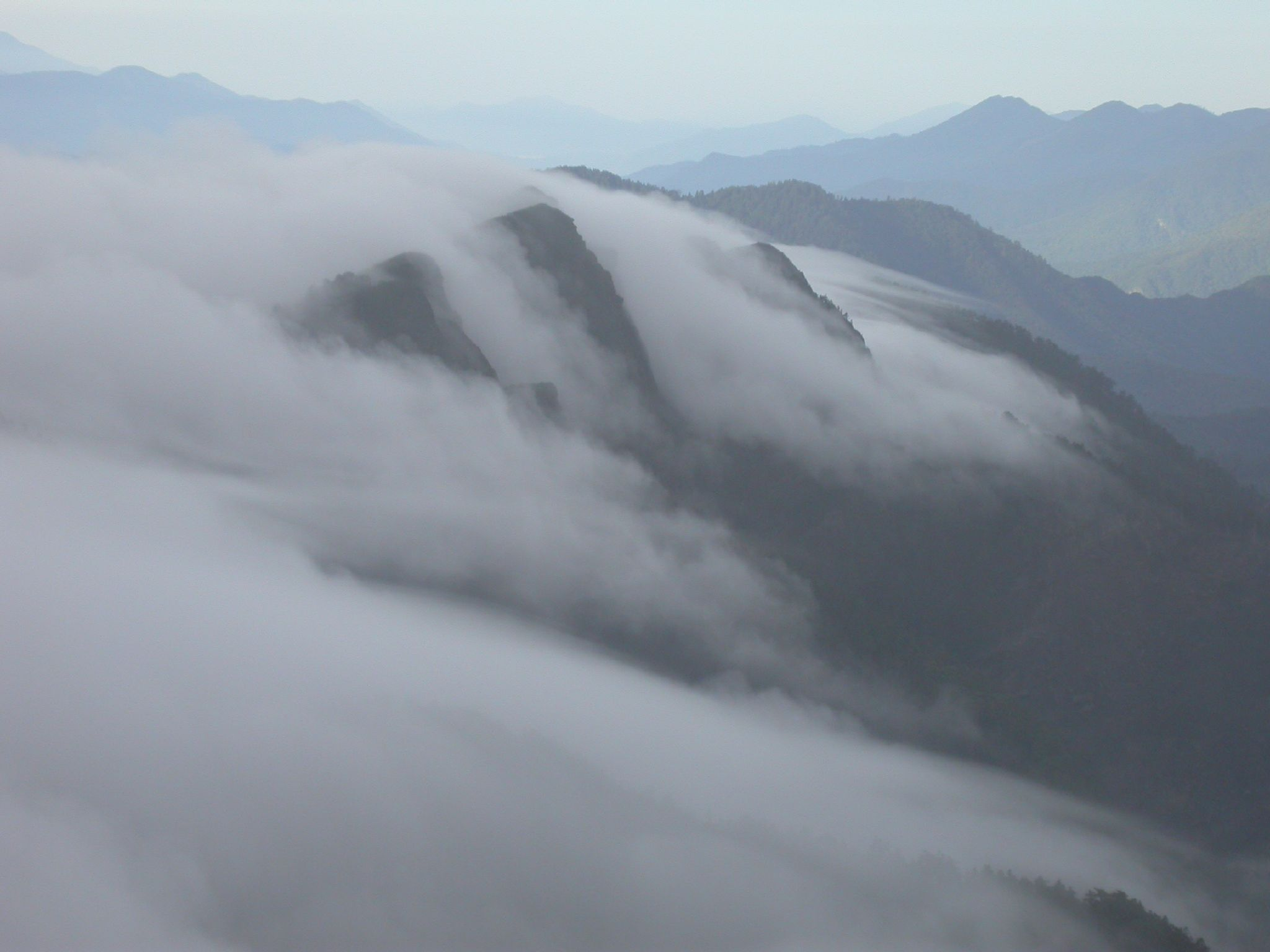
Mar de nubes visto desde el sendero Yushan

Hay 22 picos de más de 3000 m de altura en la cordillera de Yuhshan, incluyendo 12 de los "100 picos más altos de Taiwán" (台灣百岳): 
- Pico principal de Yushan (玉山主峰), 3952 m
- Pico Oriental Yushan (玉山東峰), 3869 m
- Pico Yushan Norte (玉山北峰), 3858 m
- Pico Yushan Sur(玉山南峰), 3844 m
- Dongxiaonanshan (東小南山), 3744 m
- Pico Yushan Oeste (玉山西峰), 3467 m
- Nanyushan (南玉山), 3383 m
- Badongguanshan (八通關山), 3245 m
- Jundashan (郡大山), 3265 m
- Pico delantero Yushan (玉山前峰), 3239 m
- Xiluandashan (西巒大山), 3081 m
- Lushan (鹿山),

### Citas
1. ↑  Grimmelmann, James (10 de enero de 2018). «The Elephantine Google Books Settlement». dx.doi.org. Consultado el 17 de enero de 2020.
2. ↑  «Copia archivada». Archivado desde el original el 10 de diciembre de 2011. Consultado el 17 de enero de 2020.